# Соколов, Семён Иванович
Семён Иванович Соколов (1800 или 01.09.1802 — 19.04.1868, Воронеж) — русский архитектор, работал в Воронеже.

## Биография
Родился 1800 году.
Поступил на учёбу в Воронежское духовное училище, но, не окончив курса, покинул училище и начал изучать архитектуру, поступив в ученики к архитектору. Сумел быстро проявить себя как способный и оригинальный специалист. Быстро приобрёл авторитет опытного архитектора; много строил в Воронеже. Занимал ряд должностей — в канцелярии Воронежского губернатора (1821—1824), в аппарате губернского архитектора в Воронеже (1824—1827), работал архитектором в Арзамасе Нижегородской губернии (1827—1829), архитектор Воронежской казенной палаты (1834—1864).
Кроме работы архитектором сотрудничал в столичных газетах, публиковал статьи в «Воронежских губернских ведомостях», наиболее известными стали «Обзор церковных и монастырских зданий в г. Воронеже» (1867), «Несколько слов о внешнем виде города Воронежа» (1867), воспоминания об архитектурном облике Воронежа начала XIX века (1859).
Умер 1868 году.
Похоронен на Терновом кладбище.

## Известные работы

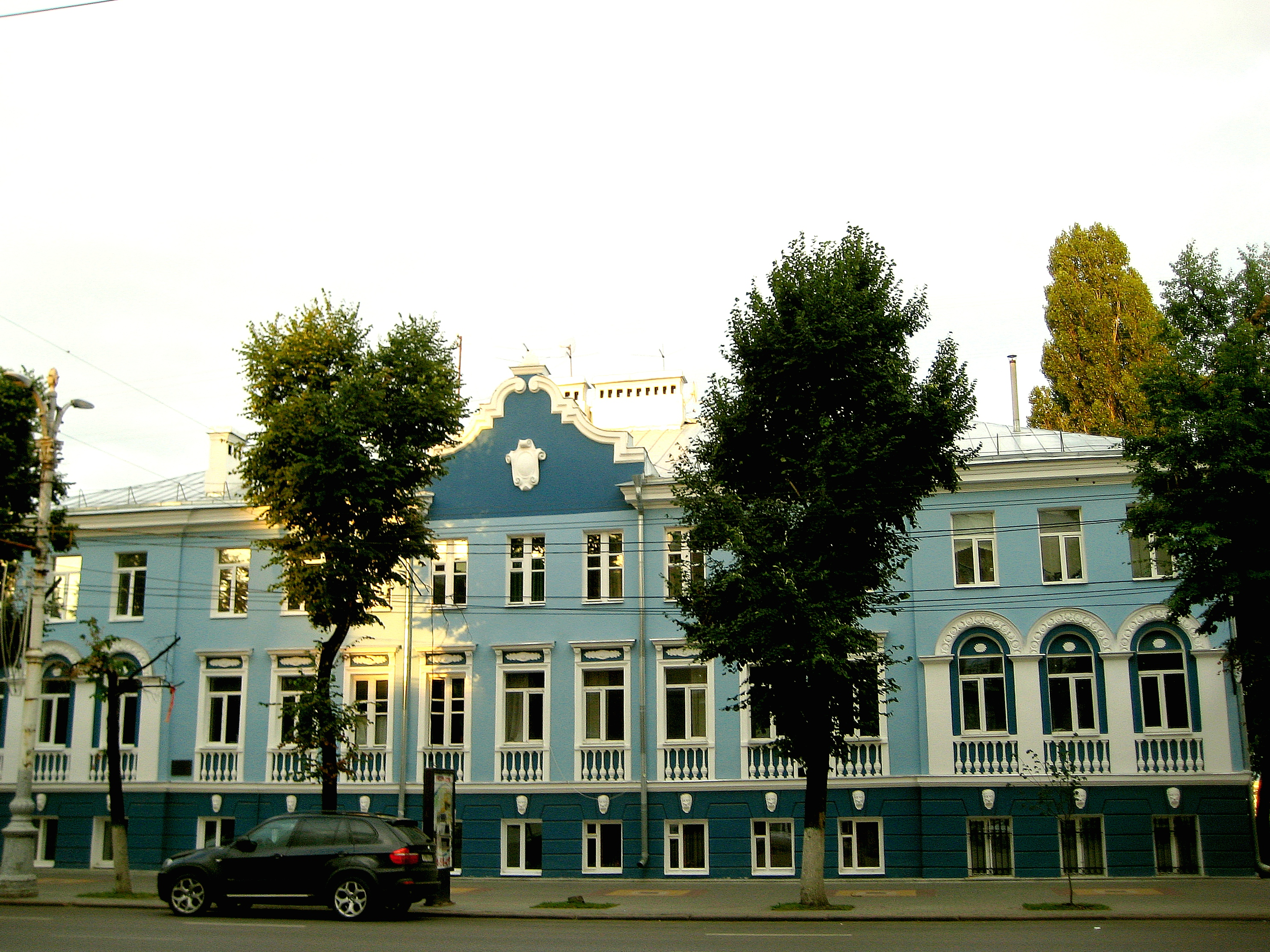
Бывшая гостиница Шванвича (Дом со львами)

Среди работ С. И. Соколова гостиница С. Н. Шванвича (1843—1844, современный адрес проспект Революции, д. 27), духовная консистория (1859—1861, здание на Плехановской улице, д. 2 перестроено при восстановлении после Великой Отечественной войны), собственный жилой дом («Соколиное гнездо», позднее принадлежал Перелешиным) и подпорная стена на Попово-Рыночной улице, собственный дом на Нееловской улице (начало 1840-х годов, не сохранился).
Дом Д. И. Халютина (начало 1840-х годов, ныне — улица Сакко и Ванцетти, д. 80)), был членом строительной комиссии здания губернской гимназии (1854—1855).
Соколову приписывается авторство церкви Святого Духа на Терновой поляне (1838, не сохранилась), у стен которой он и был погребён после смерти.
В 1850—1854 годах выполнил план Воронежа и альбом построек Михайловского Воронежского кадетского корпуса, за что получил в награду бриллиантовый перстень от великого князя Александра Николаевича.